# سیارک ۲۰۶۴۴
سیارک ۲۰۶۴۴ (به انگلیسی: 20644 Amritdas، نامگذاری:1999TN144) بیست هزار و ششصد و چهل و چهارمین سیارک کشف شده‌است که در ۷ اکتبر ۱۹۹۹ کشف شد.
قدر مطلق سیارک برابر ۱۸.۶ است.